# Onda de calor marinha

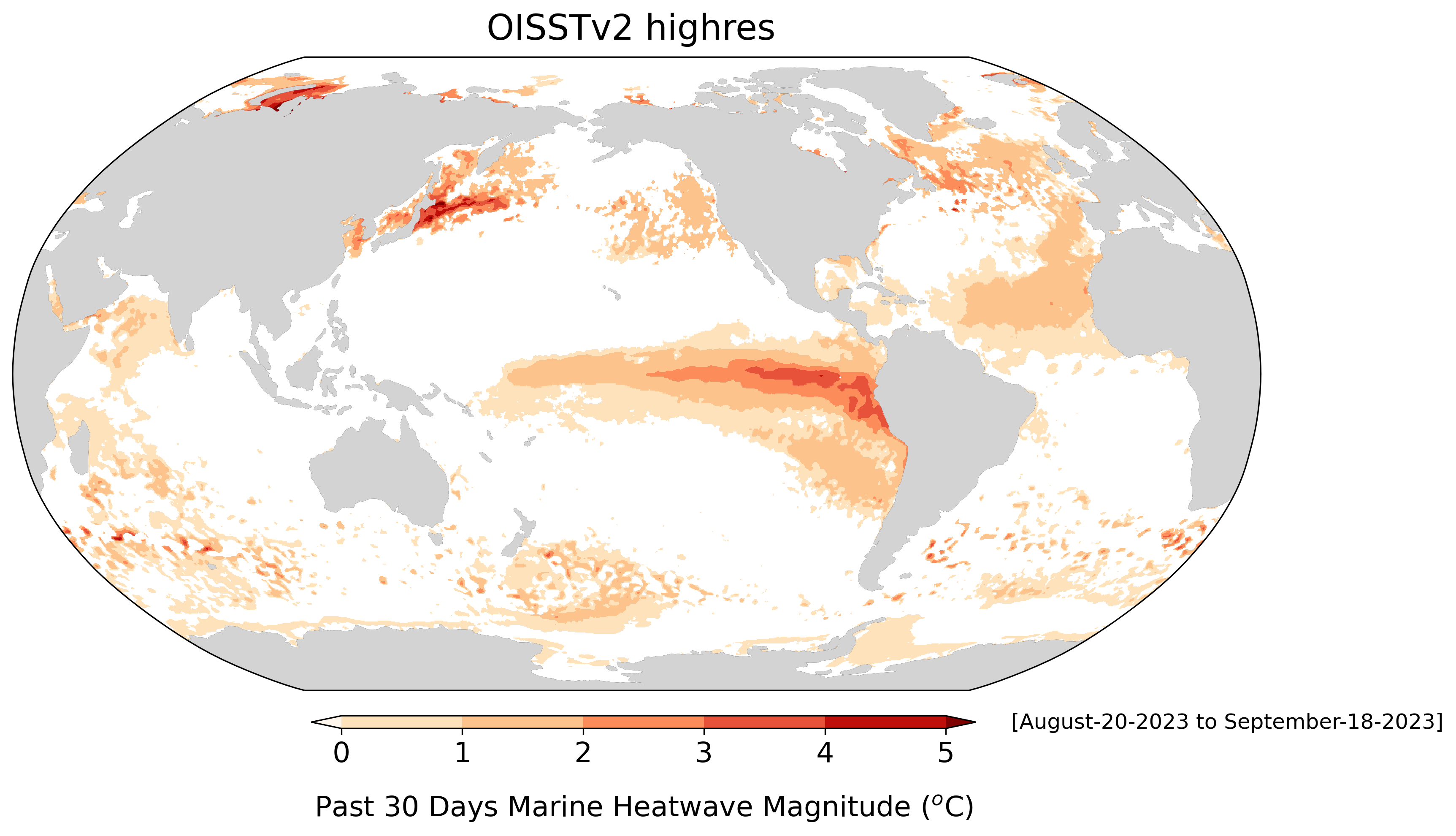
Mapa mundial mostrando várias ondas de calor marinhas em diferentes locais em agosto e setembro de 2023. A onda de calor marinha a oeste da América do Sul é um exemplo proeminente.

Uma onda de calor marinha é um período de temperaturas anormalmente altas na superfície do mar em comparação com as temperaturas típicas do passado em uma determinada estação e região. As ondas de calor marinhas são causadas por uma variedade de fatores. Entre eles estão eventos climáticos de curto prazo, como frentes, eventos intrassazonais (30 a 90 dias), modos anuais e decadais (10 anos), como eventos El Niño, e mudanças climáticas causadas pelo homem. As ondas de calor marinhas afetam os ecossistemas nos oceanos. Por exemplo, as ondas de calor marinhas podem levar a graves alterações na biodiversidade, como branqueamento de corais,  doença da estrela do mar, proliferação de algas nocivas, e mortalidade em massa [en] de comunidades bentônicas. Diferentemente das ondas de calor em terra, as ondas de calor marinhas podem se estender por vastas áreas, persistir por semanas a meses ou até anos e ocorrer em níveis subsuperficiais.
Grandes ondas de calor marinhas ocorreram, por exemplo, na Grande Barreira de Corais em 2002, no Mar Mediterrâneo em 2003, no Atlântico Noroeste em 2012, e no Pacífico Nordeste durante 2013-2016. Esses eventos tiveram impactos drásticos e de longo prazo sobre as condições oceanográficas e biológicas nessas áreas.
Os cientistas preveem que a frequência, a duração, a escala (ou área) e a intensidade das ondas de calor marinhas continuarão a aumentar Isso ocorre porque as temperaturas da superfície do mar continuarão a aumentar com o aquecimento global. O Sexto Relatório de Avaliação do IPCC, em 2022, resumiu as descobertas da pesquisa até o momento e declarou que “as ondas de calor marinhas são mais frequentes [...], mais intensas e mais longas [...] desde a década de 1980 e, pelo menos desde 2006, muito provavelmente atribuíveis à mudança climática antropogênica”. Isso confirma as descobertas anteriores em um relatório do IPCC em 2019, que constatou que “as ondas de calor marinhas [...] dobraram de frequência e se tornaram mais duradouras, mais intensas e mais extensas (muito provável).” A extensão do aquecimento dos oceanos depende dos cenários de emissão de gases de efeito estufa e, portanto, dos esforços de mitigação das mudanças climáticas dos seres humanos. Os cientistas preveem que as ondas de calor marinhas se tornarão “quatro vezes mais frequentes em 2081-2100 em comparação com 1995-2014” no cenário de menor emissão de gases de efeito estufa, ou oito vezes mais frequentes no cenário de maior emissão.

## Descrição

Características globais das ondas de calor marinhas e regiões de estudo de caso: Propriedades médias de 34 anos (1982-2015) de ondas de calor marinhas com base em conjuntos de dados diários de temperaturas da superfície do mar.

O Sexto Relatório de Avaliação do IPCC define a onda de calor marinha da seguinte forma: "Um período durante o qual a temperatura da água é anormalmente quente para a época do ano em relação às temperaturas históricas, com esse calor extremo persistindo por dias a meses. O fenômeno pode se manifestar em qualquer lugar do oceano e em escalas de até milhares de quilômetros."
Outra publicação a definiu da seguinte forma: um evento anormalmente quente é uma onda de calor marinha “se durar cinco ou mais dias, com temperaturas mais quentes do que o percentil 90 com base em um período de linha de base histórica de 30 anos”.
O termo onda de calor marinha foi cunhado após um evento de aquecimento sem precedentes na costa oeste da Austrália no verão austral de 2011, que levou a uma rápida extinção das florestas de algas e mudanças associadas no ecossistema ao longo de centenas de quilômetros de litoral.

## Categorias

Categorias de ondas de calor marinhas.

A categorização quantitativa e qualitativa das ondas de calor marinhas estabelece um sistema de nomenclatura, uma tipologia e características para os eventos de ondas de calor marinhas. O sistema de nomenclatura é aplicado por local e ano: por exemplo, Mediterrâneo 2003. Isso permite que os pesquisadores comparem os fatores determinantes e as características de cada evento, as tendências geográficas e históricas das ondas de calor marinhas e comuniquem facilmente os eventos de ondas de calor marinhas à medida que ocorrem em tempo real.
O sistema de categorização está em uma escala de 1 a 4. A Categoria 1 é um evento moderado, a Categoria 2 é um evento forte, a Categoria 3 é um evento grave e a Categoria 4 é um evento extremo. A categoria aplicada a cada evento em tempo real é definida principalmente pelas anomalias de temperatura da superfície do mar (SSTA), mas com o tempo ela passa a incluir tipologia e características.
Os tipos de ondas de calor marinhas são simétricas, de início lento, de início rápido, de baixa intensidade e de alta intensidade. Os eventos de ondas de calor marinhas podem ter múltiplas categorias, como início lento e alta intensidade. As características dos eventos de ondas de calor marinhas incluem duração, intensidade (máxima, média, cumulativa), taxa de início, taxa de declínio, região e frequência.
Embora as ondas de calor marinhas tenham sido estudadas na superfície do mar por mais de uma década, elas também podem ocorrer no fundo marinho.

## Fatores determinantes

Escalas de espaço e tempo dos fatores determinantes característicos das ondas de calor marinas. Esquema identificando os fatores determinantes característicos das ondas de calor marinas e suas respectivas escalas de espaço e tempo.

### Processos locais e padrões climáticos regionais
Os fatores determinantes para os eventos de ondas de calor marinhas podem ser divididos em processos locais, processos de teleconexão [en] e padrões climáticos regionais. Duas medições quantitativas desses fatores foram propostas para identificar ondas de calor marinhas: a temperatura média da superfície do mar e a variabilidade da temperatura da superfície do mar.
No nível local, os eventos de ondas de calor marinhas são dominados pela advecção oceânica, fluxos ar-mar, estabilidade da termoclina e estresse do vento [en]. Processos de teleconexão referem-se a padrões climáticos e meteorológicos que conectam áreas geograficamente distantes. Para as ondas de calor marinhas, os processos de teleconexão que desempenham um papel dominante são o bloqueio atmosférico/subsistência, a posição da corrente de jato, as ondas de Kelvin oceânicas, o estresse regional do vento [en], a temperatura do ar quente na superfície e as oscilações climáticas sazonais. Esses processos contribuem para tendências de aquecimento regional que afetam desproporcionalmente as correntes de fronteira ocidentais.
Padrões climáticos regionais, como as oscilações interdecadais, como a Oscilação Sul El Niño (ENSO), têm contribuído para eventos de ondas de calor marinhas, como "The Blob" [en] no Pacífico Nordeste.
Os fatores determinantes que operam na escala de reinos biogeográficos ou da Terra como um todo são as oscilações decadais, como as oscilações decadais do Pacífico (PDO), e o aquecimento oceânico antropogênico devido às mudanças climáticas.
Áreas oceânicas de sumidouros de carbono nas médias latitudes de ambos os hemisférios e áreas de liberação de carbono nas regiões de ressurgência do Pacífico tropical foram identificadas como locais onde ocorrem ondas de calor marinas persistentes; a troca de gases entre o ar e o mar está sendo estudada nessas áreas.

### Mudanças climáticas

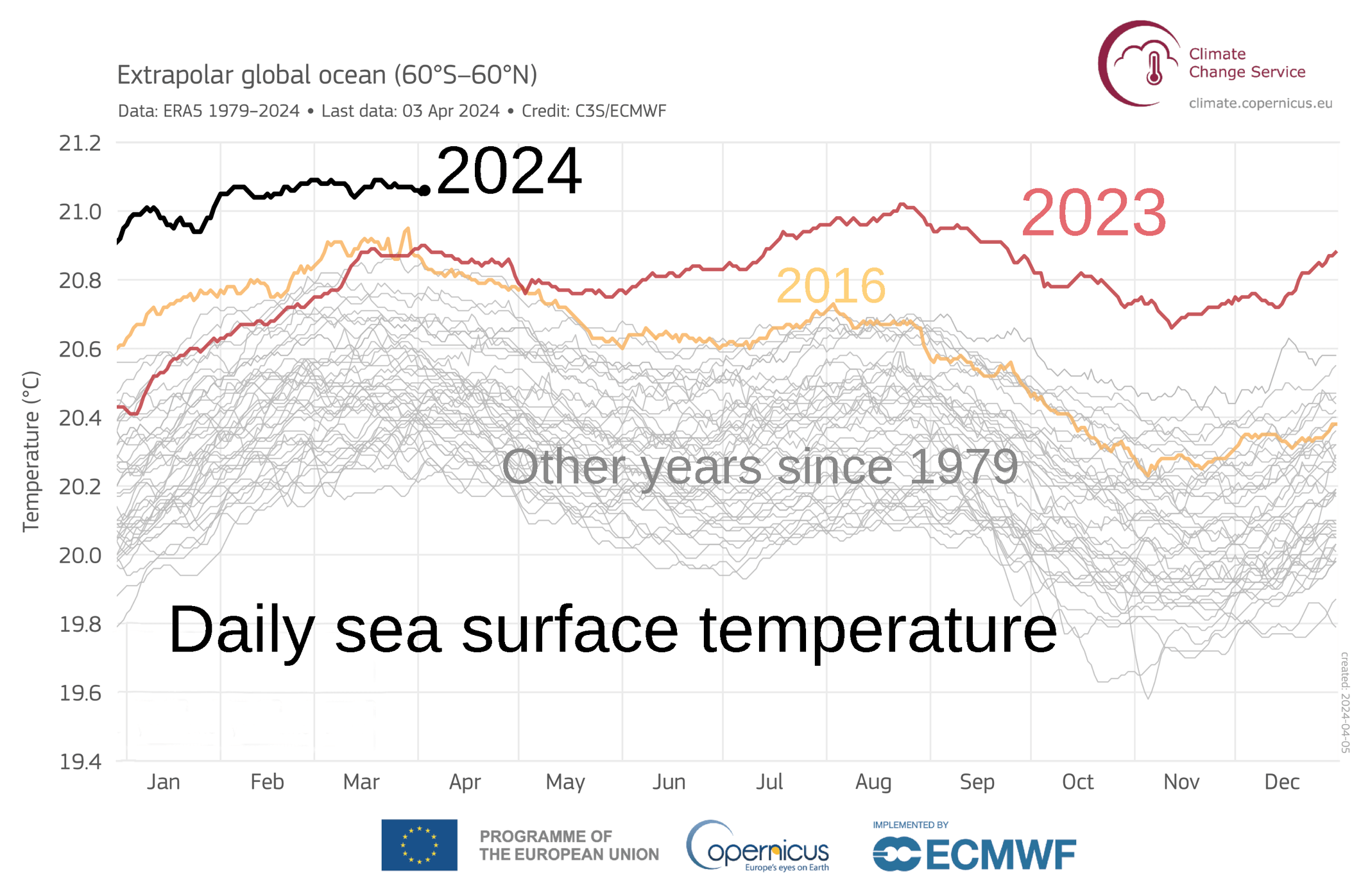
Temperatura da superfície do mar desde 1979 na região extrapolar (entre 60 graus de latitude sul e 60 graus de latitude norte)

Os cientistas preveem que a frequência, duração, escala (ou área) e intensidade das ondas de calor marinas continuarão a aumentar.  Isso ocorre porque as temperaturas da superfície do mar continuarão a aumentar com o aquecimento global e, portanto, a frequência e intensidade das ondas de calor marinas também aumentarão. A extensão do aquecimento oceânico depende dos cenários de emissão e, portanto, dos esforços humanos para mitigar as mudanças climáticas. Simplificando, quanto mais emissões de gases de efeito estufa (ou menos mitigação), mais a temperatura da superfície do mar aumentará. Os cientistas calcularam isso da seguinte forma: haveria um aumento relativamente pequeno (mas ainda significativo) de 0,86 °C na temperatura média da superfície do mar para o cenário de baixas emissões (chamado SSP1-2.6). Mas, para o cenário de altas emissões (chamado SSP5-8.5), o aumento da temperatura seria de até 2,89 °C. 
A previsão para as ondas de calor marinas é de que elas possam se tornar "quatro vezes mais frequentes em 2081–2100 em comparação com 1995–2014" no cenário de baixas emissões, ou oito vezes mais frequentes no cenário de altas emissões.  Os cenários de emissões são chamados de SSP para Caminhos Socioeconômicos Compartilhados. Um modelo matemático chamado CMIP6 [en] é utilizado para essas previsões. As previsões são para a média do período futuro (anos de 2081 a 2100) em comparação com a média do período passado (anos de 1995 a 2014).
Espera-se que o aquecimento global leve o Oceano Índico Tropical a um estado quase permanente de ondas de calor em toda a bacia até o final do século 21, onde as ondas de calor marinas devem aumentar de 20 dias por ano (durante 1970–2000) para 220–250 dias por ano.
Muitas espécies já experimentam essas mudanças de temperatura durante os eventos de ondas de calor marinas. Existem muitos fatores de risco aumentados e impactos na saúde para as comunidades costeiras e interiores à medida que a temperatura média global e os eventos de calor extremo aumentam.

## Lista de eventos
As temperaturas da superfície do mar são registradas desde 1904 em Port Erin, Ilha de Man, e as medições continuam por meio de organizações globais como NOAA, NASA e muitas outras. Os eventos podem ser identificados de 1925 até os dias atuais. A lista abaixo não é uma representação completa de todos os eventos de ondas de calor marinas que já foram registrados.
| Região e data                             | Categoria | Duração (dias) | Intensidade (°C) | Área (milhões de km2) | Ref.                       |
| ----------------------------------------- | --------- | -------------- | ---------------- | --------------------- | -------------------------- |
| Mar Mediterrâneo 1999                     | 1         | 8              | 1.9              | NA                    | [ 25 ] [ 2 ] [ 10 ]        |
| Mar Mediterrâneo 2003                     | 2         | 10             | 5.5              | 0.5                   | [ 25 ] [ 2 ] [ 10 ]        |
| Mar Mediterrâneo 2003                     | 2         | 28             | 4.6              | 1.2                   | [ 25 ] [ 2 ] [ 10 ]        |
| Mar Mediterrâneo 2006                     | 2         | 33             | 4.0              | NA                    | [ 25 ] [ 2 ] [ 10 ]        |
| Austrália Ocidental 1999                  | 3         | 132            | 2.1              | NA                    | [ 25 ] [ 2 ] [ 33 ]        |
| Austrália Ocidental 2011                  | 4         | 66             | 4.9              | 0.95                  | [ 25 ] [ 2 ] [ 33 ]        |
| Grande Barreira de Coral 2016             | 2         | 55             | 4.0              | 2.6                   | [ 25 ] [ 2 ] [ 15 ]        |
| Mar de Tasman 2015                        | 2         | 252            | 2.7              | NA                    | [ 25 ] [ 2 ]               |
| Atlântico Noroeste 2012                   | 3         | 132            | 4.3              | 0.1–0.3               | [ 25 ] [ 2 ] [ 16 ] [ 34 ] |
| Atlântico Noroeste 2015 ("The Blob" [en]) | 3         | 711            | 2.6              | 4.5–11.7              | [ 5 ] [ 17 ] [ 18 ]        |
| Santa Barbara 2015                        | 3         | 93             | 5.1              | NA                    |                            |
| Baía do Sul da Califórnia [en] 2018       | 3         | 44             | 3.9              | NA                    | [ 35 ]                     |
| Atlântico Nordeste 2023                   | 5         | 30             | 4.0–5.0          | NA                    | [ 36 ]                     |

## Impactos

### Em ecossistemas marinhos
Mudanças no ambiente térmico dos organismos terrestres e marinhos podem ter efeitos drásticos em sua saúde e bem-estar. Foi demonstrado que os eventos de ondas de calor marinas aumentam a degradação do habitat, alteram a dispersão da faixa de espécies, complicam a gestão de pescarias ambiental e economicamente importantes, contribuem para a mortalidade em massa de espécies, e, de maneira geral, remodelam os ecossistemas.
A degradação do habitat ocorre por meio de alterações no ambiente térmico e subsequente reestruturação e, às vezes, perda completa de habitats biogênicos, como campos de ervas marinhas, corais e florestas de algas. Esses habitats contêm uma proporção significativa da biodiversidade dos oceanos. Mudanças nos sistemas de correntes oceânicas e nos ambientes térmicos locais deslocaram as faixas de muitas espécies tropicais para o norte, enquanto as espécies temperadas perderam seus limites ao sul. Grandes mudanças de faixa, junto com surtos de algas nocivas, afetaram muitas espécies de diferentes táxons. A gestão dessas espécies afetadas torna-se cada vez mais difícil à medida que elas migram para além dos limites de gestão e as dinâmicas da teia alimentar mudam.
O aumento da temperatura da superfície do mar tem sido associado a um declínio na abundância de espécies [en], como a mortalidade em massa de 25 espécies bentônicas no Mediterrâneo em 2003, a  doença de desperdício das estrelas-do-mar e os eventos de branqueamento de corais.Ondas de calor marinas excepcionais relacionadas às mudanças climáticas no Mar Mediterrâneo durante 2015–2019 resultaram em uma morte em massa generalizada da vida marinha por cinco anos consecutivos. Ondas de calor marinas repetidas no Pacífico Norte[precisa de esclarecimento] levaram a mudanças dramáticas nas abundâncias de animais, nas relações predador-presa e no fluxo de energia em todo o ecossistema. O impacto de eventos de ondas de calor marinas mais frequentes e prolongados terá implicações drásticas para a distribuição das espécies.

### Em padrões de clima

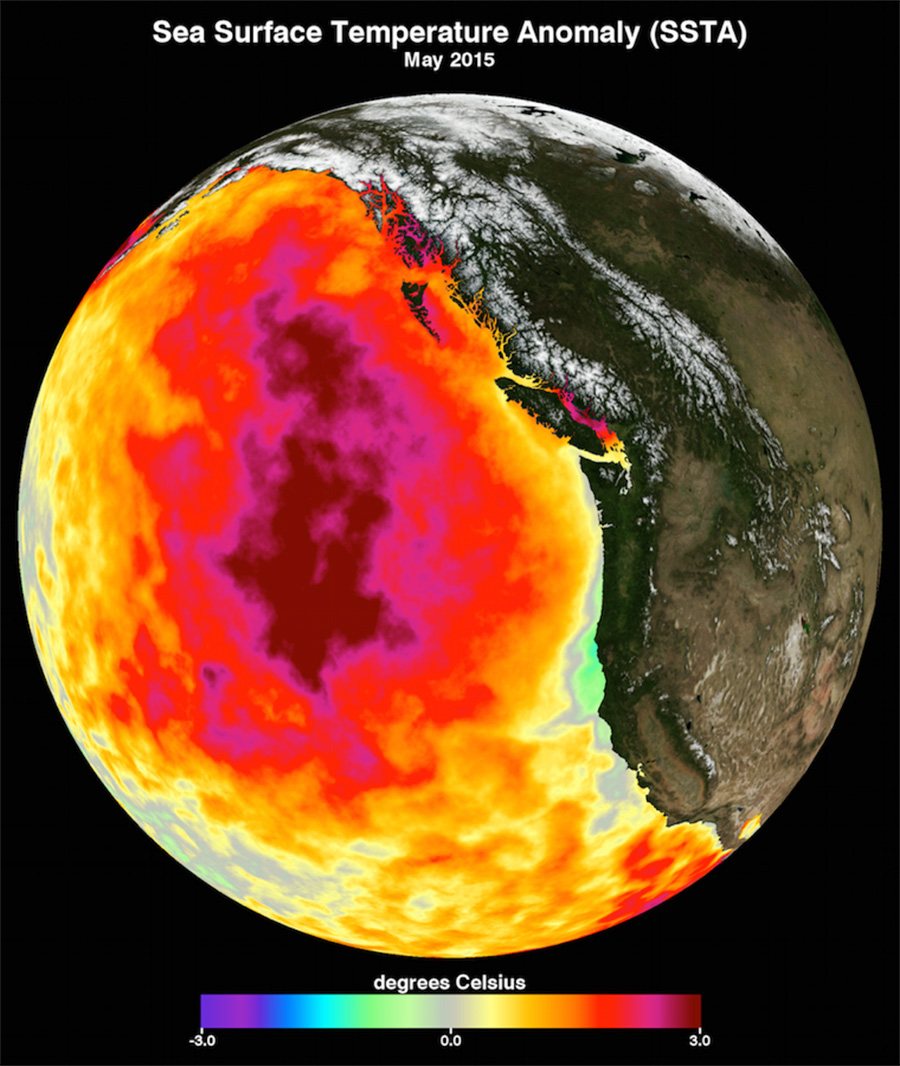
A onda de calor marinha chamada en que ocorreu no Pacífico Nordeste de 2013 a 2016.

A pesquisa sobre como as ondas de calor marinas influenciam as condições atmosféricas está surgindo. Foi descoberto que as ondas de calor marinas no Oceano Índico Tropical resultam em condições secas sobre o subcontinente indiano central. Ao mesmo tempo, há um aumento na precipitação no sul da Península Indiana em resposta às ondas de calor marinas no norte da Baía de Bengala. Essas mudanças são uma resposta à modulação dos ventos monçônicos pelas ondas de calor marinas.

## Opções para reduzir o impacto
Para abordar a causa raiz das ondas de calor marinas mais frequentes e intensas,  são necessárias medidas de mitigação das mudanças climáticas para conter o aumento da temperatura global e das temperaturas oceânicas.
Previsões mais precisas das ondas de calor marinas e o monitoramento aprimorado também podem ajudar a reduzir os impactos dessas ondas de calor. 